# Mr. Dippy Dipped
Pour plus de détails, voir Fiche technique et Distribution.
Mr. Dippy Dipped est un film muet américain produit par The Essanay Film Manufacturing Company, dont le réalisateur est inconnu, sorti en 1913.

## Fiche technique
- Titre : Mr. Dippy Dipped
- Réalisation : inconnu
- Scénario :
- Photographie :
- Montage :
- Producteur :
- Société de production : The Essanay Film Manufacturing Company
- Société de distribution : General Film Company
- Pays d'origine :  États-Unis
- Langue : film muet avec les intertitres en anglais
- Format : Noir et blanc — 35 mm — 1,33:1 — Muet
- Genre : Comédie
- Durée :
- Dates de sortie : 
  -  États-Unis : 3 septembre 1913

## Distribution
- Charles J. Stine : Mr. Dippy
- Ruth Hennessy : Ruth, la fille de monsieur Dippy
- Wallace Beery :
- Billy Mason : le beau sauveteur
- Dolores Cassinelli : Miss Fascination